# Erazim Vlasák
Erazim Vlasák (8. března 1863 Olovnice u Velvar – 1. března 1904 Královské Vinohrady) byl český lékař, internista, odborný autor a redaktor, spoluzakladatel a první předseda Ústřední jednoty českých lékařů, a první spolu s MUDr. Václavem Michalem první primář Nemocnice na Královských Vinohradech od jejího vzniku roku 1902 až do své předčasné smrti o dva roky později.

## Život

### Mládí a praxe
Erazim Vlasák se narodil 8. března 1863 v Olovnici nedaleko Velvar v rodině mlynáře. (Některé zdroje uvádějí nesprávné datum 8. dubna 1864.) Po absolvování obecné školy v Zeměchách u Kralup a střední školy vystudoval Lékařskou fakultu Karlo-Ferdinandovy univerzity v Praze, kde v letech 1886 až 1887 působil jako starosta Spolku českých mediků. Promoval v roce 1889, následně se usídlil v Praze, kde působil nejen jako lékař, ale také organizátor spolků českých lékařů a redaktor Časopisu lékařů českých. Mj. též spoluzakládal Ústřední jednoty českých lékařů a stal se jejím prvním předsedou. Rovněž byl členem Komory lékařů pro Království české.

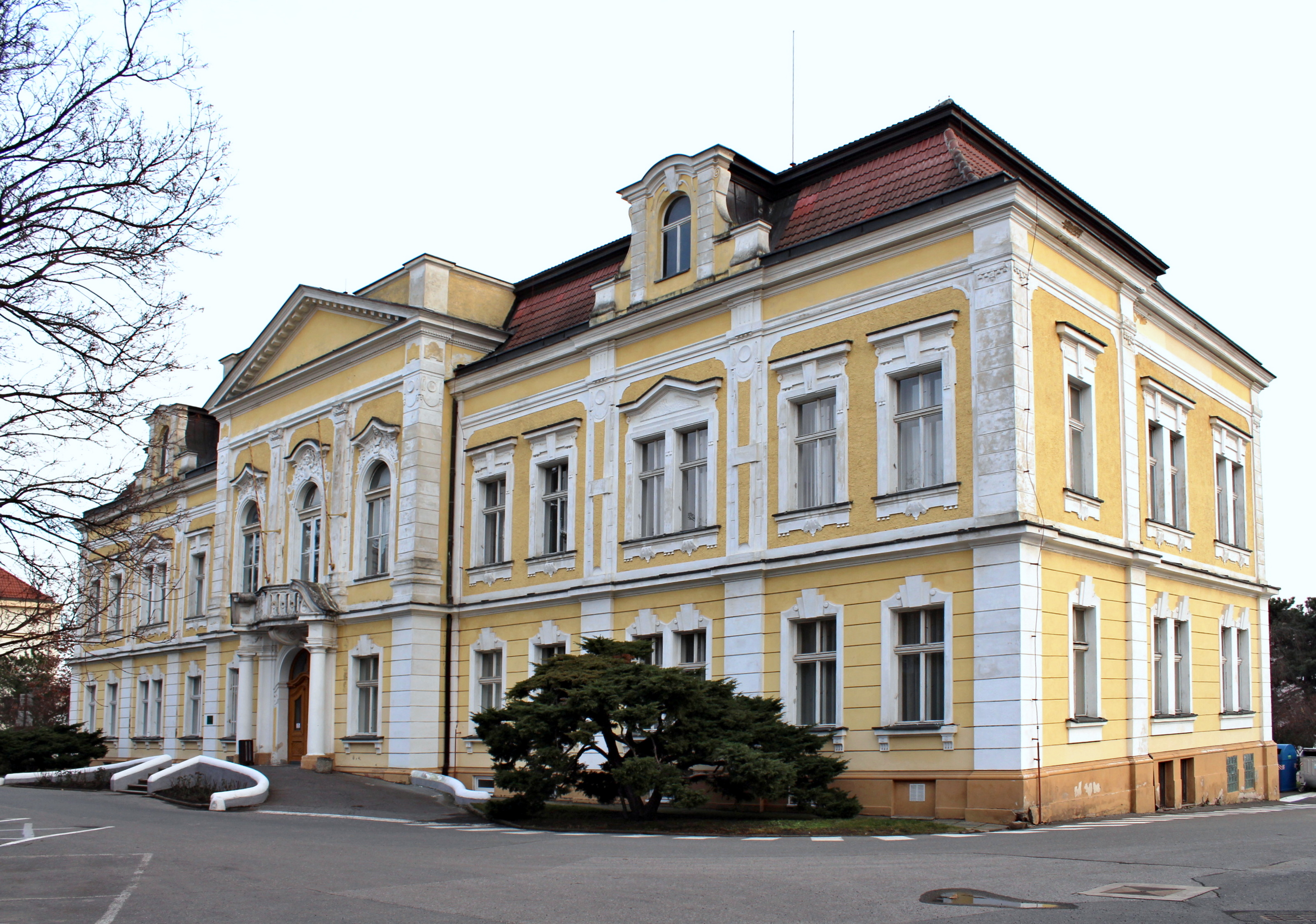
Nemocnice na Královských Vinohradech, Vlasákovo působiště

### Primářem na Vinohradech
Po otevření Nemocnice na Královských Vinohradech, vybudované dle projektu stavitele Karla Horáka s 103 lůžky, 11. května 1902 se Vlasák spolu s chirurgem MUDr. Václavem Michalem stali prvními primáři interního a chirurgického oddělení. Hlavním projektantem stavby byl architekt spolupracující s odborným lékařským konzultantem MUDr. Michalem. Následujícího roku pracoviště obdrželo tzv. právo veřejnosti (zákonem č. 129), kterým získalo oficiální název Všeobecná veřejná nemocnice císaře a krále Františka Josefa I., okresu Vinohradského a Žižkovského.
Zaměřoval se zejména na problematiku léčby tehdy široce rozšířené tuberkulózy, mj. se významně zasloužil o založení sanatoria pro léčení tuberkulózy na Pleši.

### Úmrtí
Erazim Vlasák zemřel 1. března 1904 ve vinohradské nemocnici ve věku 39 let na cévní mozkovou příhodu. Pohřben byl v rozsáhlé rodinné hrobce a čestném místě na Vinohradském hřbitově.
Na jeho rodném domě, olovnickém mlýně, byla odhalena jeho pamětní deska.